# Sordaria
Sordaria — рід грибів родини Sordariaceae. Назва вперше опублікована 1863 року.